# Уилсон, Джонни
Джон Эдвард Уилсон (англ. John Edward Wilson; 14 июня 1929, Кинкардин, Онтарио — 27 декабря 2011, Ливония, Мичиган) — канадский хоккеист и тренер; в качестве игрока четырёхкратный обладатель Кубка Стэнли в составе «Детройт Ред Уингз» (1950, 1952, 1954, 1955) .

## Биография

### Игровая карьера
Начал свою карьеру вместе с младшим братом Ларри Уилсоном в команде «Уинсор Спитфайрз», в которой отличался высокой результативностью; в двух сезонах подряд он заработал более 50 очков за сезон. В 1949 году перешёл в «Омаху Найтс», где продолжил свою результативность, заработав за сезон 80 очков (41+39); по окончании сезона был вызван вместе с братом в «Детройт Ред Уингз», где в 1950 году завоевал свой первый Кубок Стэнли в карьере.
По окончании сезона вместе с братом был переведён в фарм-клуб «Детройта» «Индианополис Кэпиталз», где провел почти два сезона. По окончании сезона 1951/52 он был вызван в состав «Детройт Ред Уингз», с которым в том же году завоевал второй Кубок Стэнли в карьере. В дальнейшем он стал важной частью команды, с которой в 1954 и 1955 годах завоевал два последующие Кубка Стэнли в своей карьере. По окончании сезона был обменян в «Чикаго Блэкхокс», в котором он отыграл два сезона, являясь одним из результативных игроком в команде.
В 1957 году был возвращён по обмену в «Детройт Ред Уингз», где отыграв два года был обменян в «Торонто Мейпл Лифс», за который он играл весь сезон 1959/60 и начало следующего. По ходу сезона он был обменян в «Нью-Йорк Рейнджерс», за который отыграв два сезона завершил свою игровую карьеру.

### Тренерская карьера
В качестве главного тренера работал с командой «Принстон Тайгерс» (1965—1967) и «Спрингфилд Кингз» (1967—1969), а также с рядом клубов НХЛ: «Лос-Анджелес Кингз» (1969—1970), «Детройт Ред Уингз» (1971—1973), «Колорадо Рокиз» (1976—1977) и «Питтсбург Пингвинз» (1977—1980). Помимо работы в НХЛ, работал в ВХА с «Мичиган Стагс» (1974—1975) и «Кливленд Крусайдерс» (1975—1976), а также со сборной Канады на ЧМ-1977, с которой занял итоговое четвёртое место.
Последним его клубом в карьере тренера стал «Спрингфилд Инидианс», который он тренировал до 1981 года, после чего завершил карьеру тренера.

### Смерть
Скончался 27 декабря 2011 года на 83-м году жизни в городе Ливония после продолжительной борьбы с раком.